# Lars Heusser
Lars Heusser (* 1972) ist ein Schweizer Klarinettist, Komponist und Musikpädagoge.

## Leben
Heusser studierte von 1993 bis 2003 an der Musikhochschule Basel und erwarb dort 1997 das Lehrdiplom mit Auszeichnung bei Hans Rudolf Stalder, 2000 das Konzertdiplom mit Auszeichnung bei François Benda und 2003 das Lehrdiplom im Fach Komposition bei Roland Moser und Detlev Müller-Siemens. 1998 erhielt er das Diploma di Merito der Accademia Musicale Chigiana. Er setzte seine Ausbildung an der Universität Bern (Master summa cum laude) fort und unterrichtet Musiktheorie und Gehörbildung an der Zürcher Hochschule der Künste. 2022 erwarb er an der Universität Genf den Doktorgrad mit einer Arbeit über das Kompositionsverfahren von Enno Poppe.
Mit dem Ensemble Modern spielte Heusser beim Label Schott Wergo Music Kompositionen von Márton Illés ein. Seine eigenen Kompositionen wurden u. a. vom Ensemble Arc-en-Ciel und vom Mondrian Ensmble Basel aufgeführt.

## Werke
- Unsichtbare Städte nach einem Roman von Italo Calvino, Zyklus in 7 Teilen, 2000–2007
- Eusapia für Flöte, Klarinette, Violine, Violoncello und Klavier, 2001
- Olinda für Klavier solo, 2001
- Argia für Bassklarinette, Violoncello und Klavier, 2002
- Smeraldina für Flöte, Violine und Violoncello, 2004
- Zobeide für Violine und Violoncello, 2004
- Moriana für Flöte, Klarinette, Violine, Violoncello und Klavier, 2006
- Absurde Muster, 2018–19